# Ján Kozák (futbolista)
Ján Kozák (Matejovce nad Hornádom, Checoslovaquia, 17 de abril de 1954) es un exfutbolista y entrenador eslovaco de fútbol que ha logrado dirigir a la selección eslovaca. Como entrenador de Eslovaquia clasificó  a la Eurocopa 2016, convirtiéndose así en la primera vez que los Halcones participa en el torneo.
En 1981 se convirtió en futbolista del año en Checoslovaquia. Jugó 254 partidos en la Primera División de checoslovaca y marcó 57 goles. También participó en la Eurocopa de 1980 y la Copa Mundial de la FIFA de 1982. Su hijo Ján Kozák es también exfutbolista, entrenador y uno de los pioneros del fútbol en Eslovaquia.

## Palmarés

### Como futbolista

#### Dukla Praga
- Primera División de Checoslovaca: Ganadores: 1981–82
- Copa de Checoslovaquia: Campeón: 1981

#### Lokomotíva Košice
- Copa de Checoslovaquia : Ganadores (2x): 1977, 1979

#### Checoslovaquia
- Eurocopa 1980: 3er puesto

- Copa Mundial de la FIFA 1982 : Fase de grupos

#### Individual
- Futbolista checoslovaco del año: 1981

### Como gerente deportivo

#### 1.FC Košice
- Superliga de Eslovaquia: Ganadores (2x) 1996–97 1997–98
- UEFA Champions League: Fase de grupos 1997–98

#### MFK Košice
- Primera Liga de Eslovaquia: Ganadores: 2005–06 (Promocionado)
- Copa de Eslovaquia: Campeón: 2009

#### Eslovaquia
- Eurocopa 2016: octavos de final

### Individual
- Mánager eslovaco del año : Ganador (5): 2013, 2014, 2015, 2016, 2017